# Genista umbellata
Genista umbellata är en ärtväxtart som först beskrevs av L'her., och fick sitt nu gällande namn av Jean Louis Marie Poiret. Genista umbellata ingår i släktet ginster, och familjen ärtväxter.
Blomman är gul.

## Underarter
Arten delas in i följande underarter:
- G. u. equisetiformis
- G. u. umbellata

## Bildgalleri

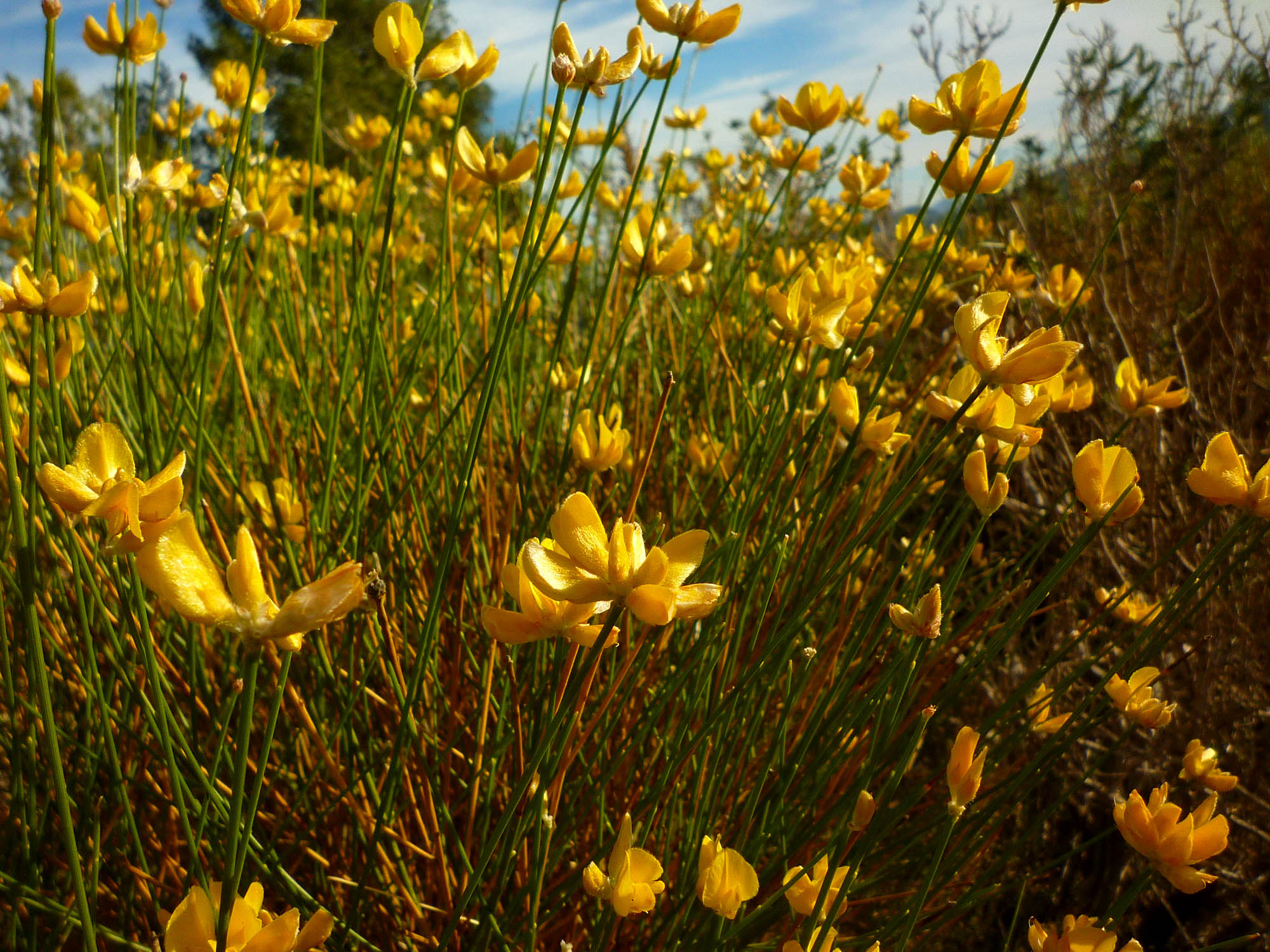